# Dâmbu Mare
Dâmbu Mare – wieś w Rumunii, w okręgu Kluż, w gminie Mica. W 2011 roku liczyła 82 mieszkańców.